# Krasica (Bakar)
Krasica (olaszul: Castro o Villacarsia) falu Horvátországban, Tengermellék-Hegyvidék megyében. Közigazgatásilag Bakarhoz tartozik.

## Fekvése
Fiume központjától 10 km-re keletre, községközpontjától 2 km-re északkeletre a Tengermelléken, a Karolina út mentén mintegy 2,5 kilométer hosszan fekszik. Minden oldalról dombok övezik.

## Története
A település az 1726-ban épített Karolina út mellett fejlődött ki, nevét szép fekvéséről kapta. A településnek 1857-ben 2229, 1910-ben 1305 lakosa volt. 1920 előtt Modrus-Fiume vármegye Sušaki járásához tartozott. 2011-ben a falunak 1344 lakosa volt. Krasica ma is fejlődő, jól kiépített település, csak a sziklás terepen nem épülnek modern házak. A települést átszelő Karolina út még ma is új népességet vonz ide, aki ezen a kis tengermelléki településen kezdik el életüket. A lakosság többsége Fiuméban dolgozik és közülük sokan hajóznak. A krasicai területi iskola a bakari alapiskola kihelyezett tagozata, ahová négy osztályba 50 tanuló jár. A faluban kultúrház, egészház, gyógyszertár működik.

## Lakosság
| Lakosság változása | Lakosság változása | Lakosság változása | Lakosság változása | Lakosság változása | Lakosság változása | Lakosság változása | Lakosság változása | Lakosság változása | Lakosság változása | Lakosság változása | Lakosság változása | Lakosság változása | Lakosság változása | Lakosság változása | Lakosság változása |
| ------------------ | ------------------ | ------------------ | ------------------ | ------------------ | ------------------ | ------------------ | ------------------ | ------------------ | ------------------ | ------------------ | ------------------ | ------------------ | ------------------ | ------------------ | ------------------ |
| 1857               | 1869               | 1880               | 1890               | 1900               | 1910               | 1921               | 1931               | 1948               | 1953               | 1961               | 1971               | 1981               | 1991               | 2001               | 2011               |
| 2229               | 1906               | 1718               | 1660               | 1472               | 1305               | 1748               | 1303               | 1014               | 1015               | 1033               | 1072               | 1067               | 1151               | 1295               | 1344               |

## Nevezetességei
A Kármelhegyi Boldogasszony tiszteletére szentelt temploma amint az a bejárat feletti feliraton olvasható 1897-ben épült.

## Kultúra
- A település kulturális egyesülete a KUD „Primorka“ Krasica kulturális és művészeti egyesület, mely ča nyelvjárású előadásaival már a megyén kívül is meghódította nézőit. Az egyesületnek színjátszó csoportja is működik.
- „Astra“ Krasica zenekar már évek óta gyermekzenei fesztivált és hangszeres zenei tanfolyamokat szervez.
- A „Vita” ifjúsági egyesület a fiatalok foglalkoztatását segíti elő.
- Itt működik a „Krasica pa Rio” karneváli egyesület, akik évszázados hagyományos, messze földön ismert jelmezeikben képviselik a települést.

## Sport
A Smash sportklub újjáépített teniszpályáin teniszezni, a futballpályán futballozni és rögbizni lehet. A közelben golfpálya is található.